# Paul Friedlaender (Chemiker)

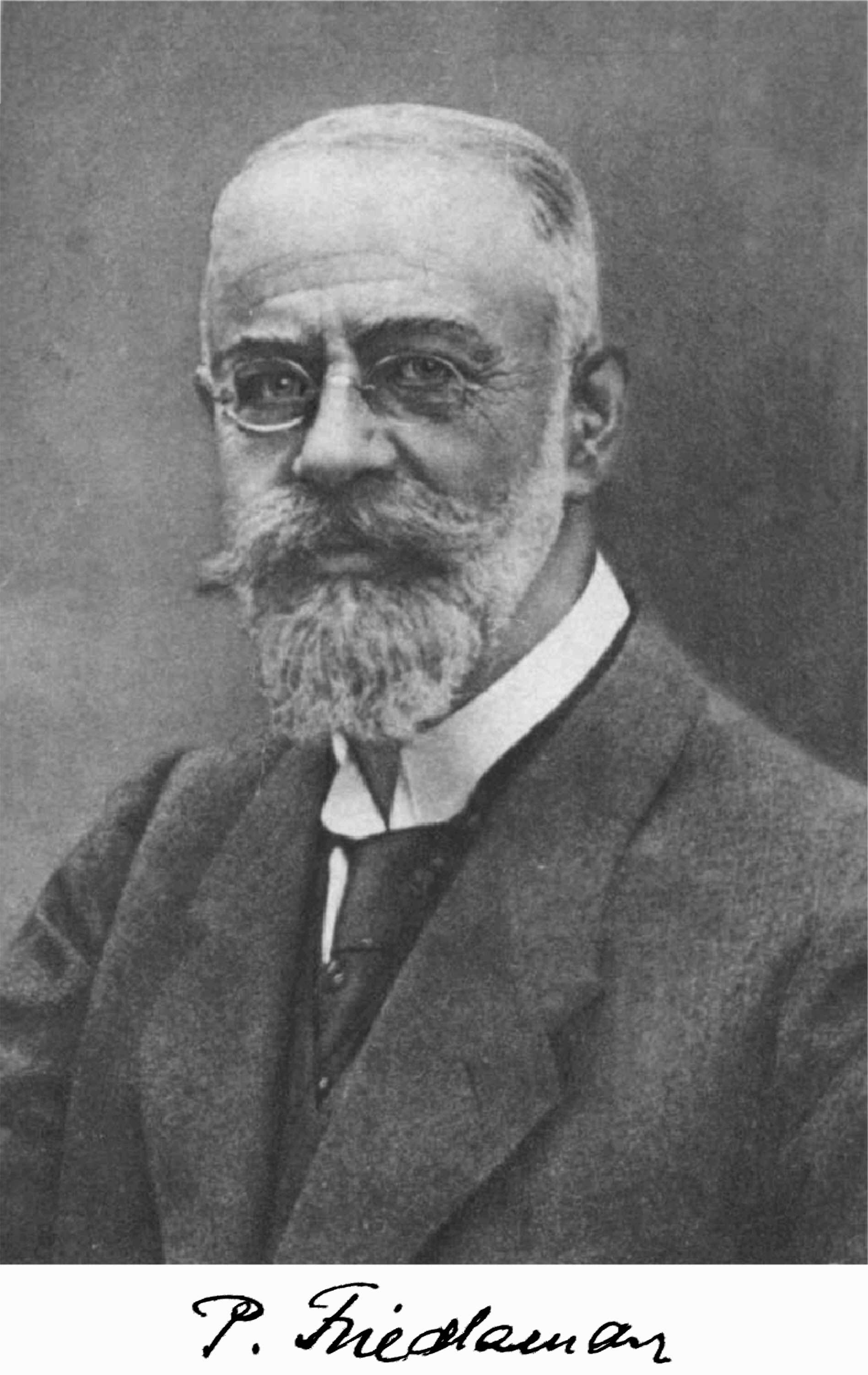
Paul Friedlaender um 1907

Paul Friedlaender (auch: Friedländer, * 29. August 1857 in Königsberg; † 4. September 1923 in Darmstadt) war ein deutscher Chemiker.
Sein Vater war der Professor für Altphilologie und Kulturhistoriker Ludwig Friedländer, seine Mutter Laura Gutzeit. Paul Friedlaender sollte zunächst ebenfalls Historiker werden, doch durch Carl Graebe, einen Freund der Familie, studierte er Chemie an den Universitäten Königsberg, Straßburg und München, wo 1878 er Assistent bei Adolf von Baeyer wurde. Hier traf er auch mit Emil Fischer zusammen.
1879 bot ihm Baeyer die Möglichkeit zur Habilitation und Aufklärung mechanistischer Verständnisprobleme bei der Indigo-Synthese. Ein wichtiger Mitarbeiter hierfür war Friedlaenders Doktorand Arthur von Weinberg. Die Chemie von Indigo und seinen Derivaten wurde für Friedlaender eine Lebensaufgabe.
1882 entdeckte er die nach ihm benannte Friedlaender-Chinolin-Synthese. 1883 habilitierte er sich an der Universität München mit einer Arbeit „Über die inneren Anhydride der o-Amino-zimtsäure und o-Amino-hydrozimtsäure“.
1884 wurde er Leiter des wissenschaftlichen Labors des Teerfarbenwerks K. Oehler in Offenbach. Hier begann er sein Werk „Die Fortschritte der Teerfarbenfabrikation und verwandter Industriezweige“. 1889 wurde er Professor an der Universität Karlsruhe, wo er sich mit den Problemen der Naphthalenchemie beschäftigte.
1895 wechselte er zum Technologischen Gewerbemuseum in Wien, wo er sich erneut der Indigochemie widmete. 1904 kam er durch die Arbeit an der Aufklärung der Konstitution von Schwefelfarbstoffen auf die Idee der Thioindigosynthese. 1908 beschäftigte er sich mit der Synthese aller Nuancen (außer Gelb) indigoider Verbindungen. 1909 gelang es ihm aus so genannten Purpurschnecken (Murex brandaris) 1,4 g Purpur zu isolieren, welches er als 6,6'-Dibromindigo identifizierte. Nach seiner Pensionierung im Jahre 1911 führte er seine Untersuchungen auf dem Gebiet der Indigochemie in Darmstadt fort.
Er war Hochschullehrer an der Technischen Hochschule Karlsruhe, dem Technologischen Gewerbemuseum (TGM) Wien und der Technischen Hochschule Darmstadt und vor allem auf dem Gebiet der Farbstoffe aktiv. Er entdeckte den Thioindigo, wofür er 1908 den Ignaz Lieben-Preis erhielt.
Hier die Übersicht der nach ihm benannten Friedländersche-Chinolin-Synthese:

Bruttoreaktion der Friedlaender-Chinolinsynthese

1911 wurde ihm als erstem Preisträger die Adolf-von-Baeyer-Denkmünze verliehen. Fritz Haber verfasste als Vorsitzender der DChG nach dem Tode Friedlaenders seinen Nachruf, in welchem er Friedlaender nachsagte, weltfremd gewesen zu sein und sich damit um den verdienten weltlichen Ruhm gebracht zu haben.

„„Weil er aber zeit seines Lebens voll des Kinderglaubens war, dass unpersönliche Sachlichkeit, die von sich und von der eigenen Leistung nicht viel Wesens macht, alle Menschen mit gleicher Stärke erfülle wie ihn, so entgingen ihm die Erfolge, die weltläufige Naturen im äußeren Leben erreichen.““

Dennoch schätzte ihn Haber als Mitarbeiter im KWI für Physikalische Chemie und Elektrochemie 1916–1920 hoch ein.  Hier vermittelte er zwischen wissenschaftlicher Bearbeitung der Gaskampfstoffe und Belangen ihrer technischen Herstellung.
In der Nachkriegszeit verlegte er seinen Wohnort nach Darmstadt und diente als Berater an der dortigen TH sowie bei den befreundeten Firmen Kalle in Biebrich und Cassella in Fechenheim. Mit Cassella verband ihn besonders seine innige Freundschaft mit Arthur von Weinberg.

## Fortschritte der Teerfarbenfabrikation und verwandter Industriezweige
Dieses Lexikon begann Paul Friedlaender begleitend zur Gründung des Kaiserlichen Patentamts in Berlin 1877. Es schuf bis 1941 in 25 Bänden eine wertvolle vergleichende Übersicht aller deutschen chemischen Patente. Diese sind meist im Originaltext dort aufgeführt. Zwölf der ersten 13 Bände können nur über einen US-proxy-Anschluss online recherchiert werden.
- Band I, 1877–1887, erschienen 1888, University of Michigan
- Band II, 1887–1890, erschienen 1891, University of Michigan
- Band III, 1890–1894, erschienen 1896, University of Michigan
- Band IV, 1894–1897, erschienen 1899, University of Michigan
- Band V, 1897–1900, erschienen 1901, University of Michigan
- Band VI, 1900–1902, erschienen 1904, University of Michigan
- Band VII, 1902–1904, erschienen 1905, University of Michigan, 1905, Internet Archive
- Band VIII, 1905–1907, erschienen 1908, University of Michigan
- Band IX, 1908–1910, erschienen 1911, Ohio State University
- Band X, 1910–1912, erschienen 1913, Ohio State University
- Band XI, 1912–1914, erschienen 1915, Ohio State University
- Band XII, 1914–1916, erschienen 1917, University of California
- Band XIII, 1916–1921, erschienen 1923, University of Michigan